# Fabrikverkauf

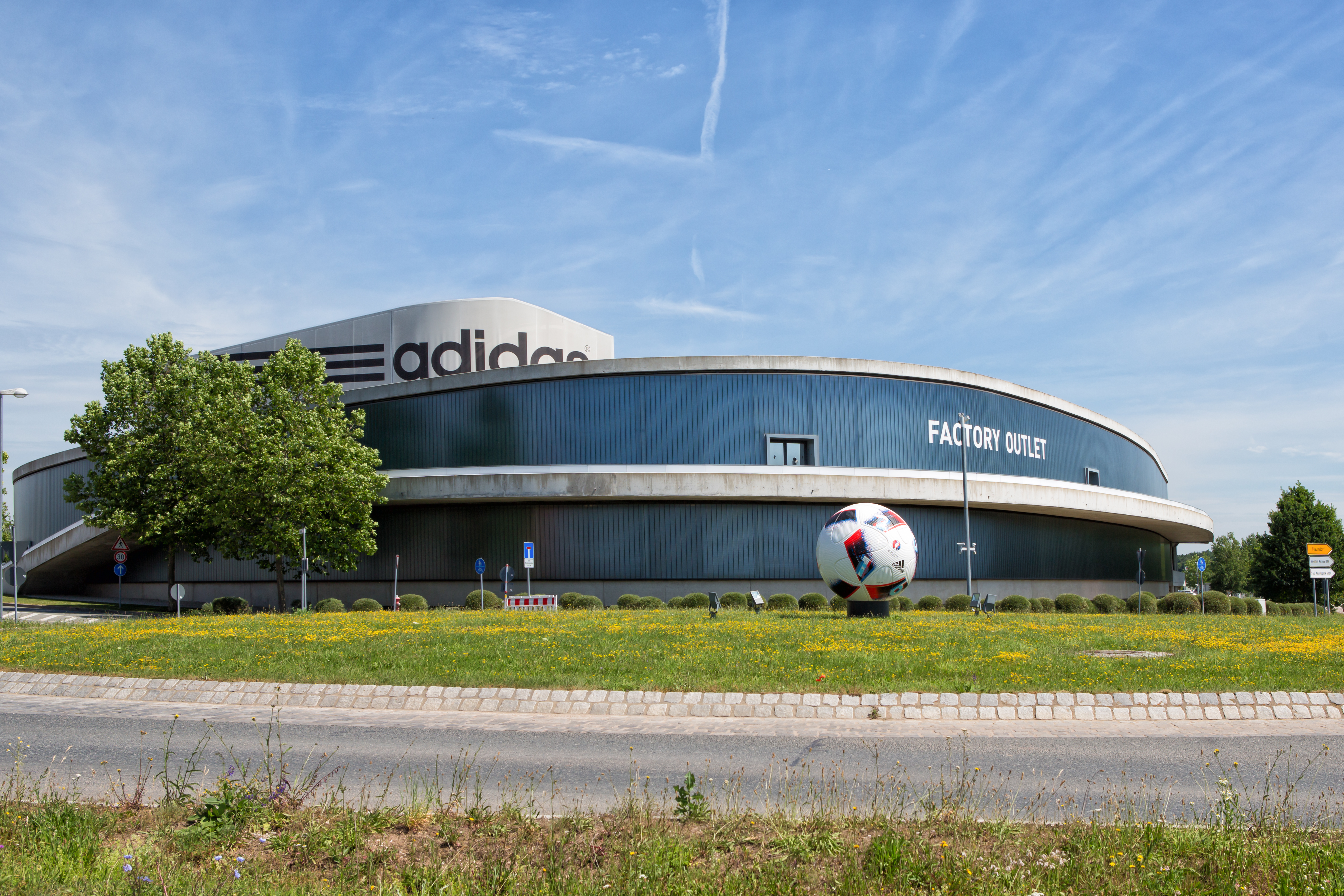
Fabrikverkauf des Sportartikelherstellers Adidas in Herzogenaurach

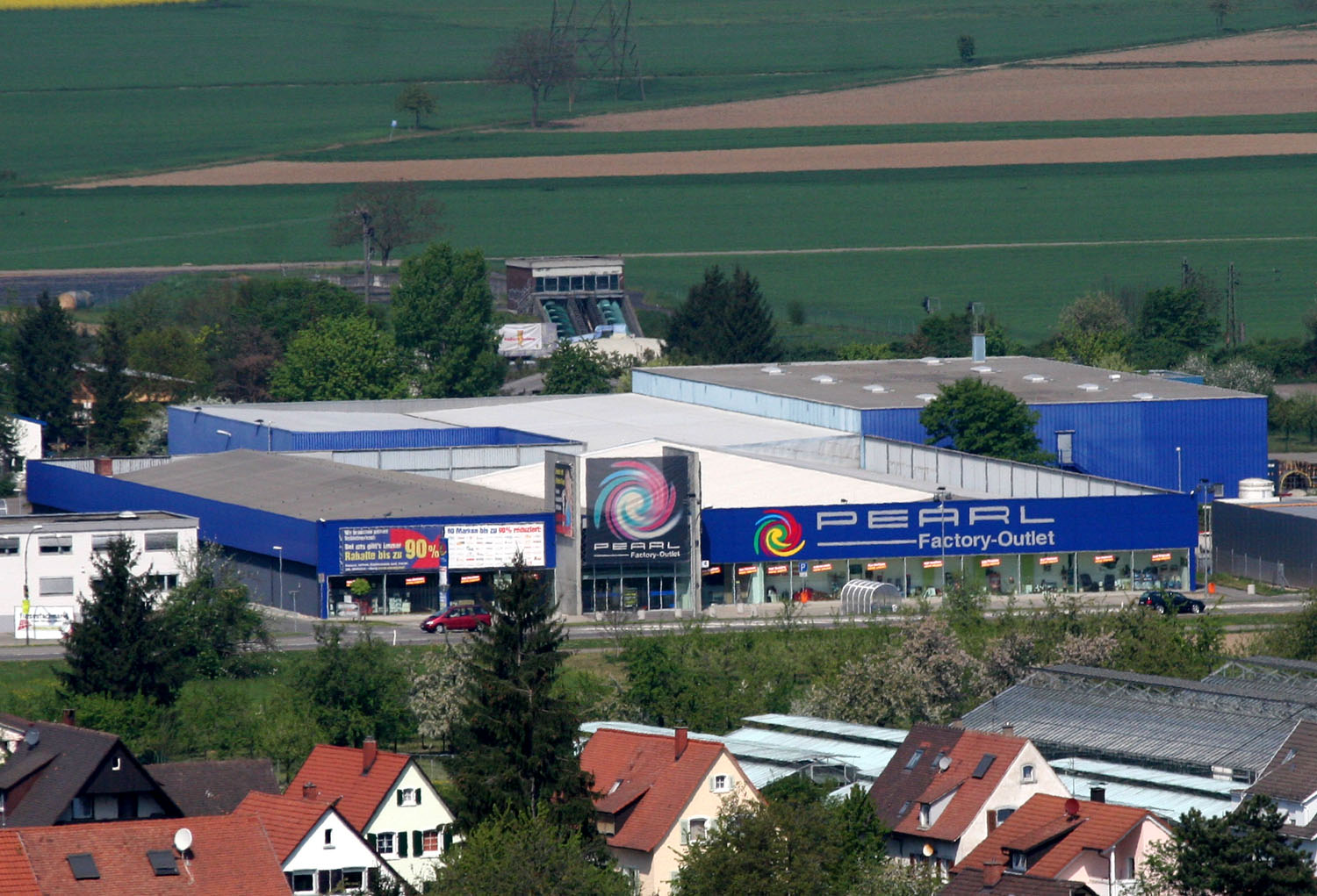
Sogenannter Fabrikverkauf des Versandhandels Pearl Agency in Auggen

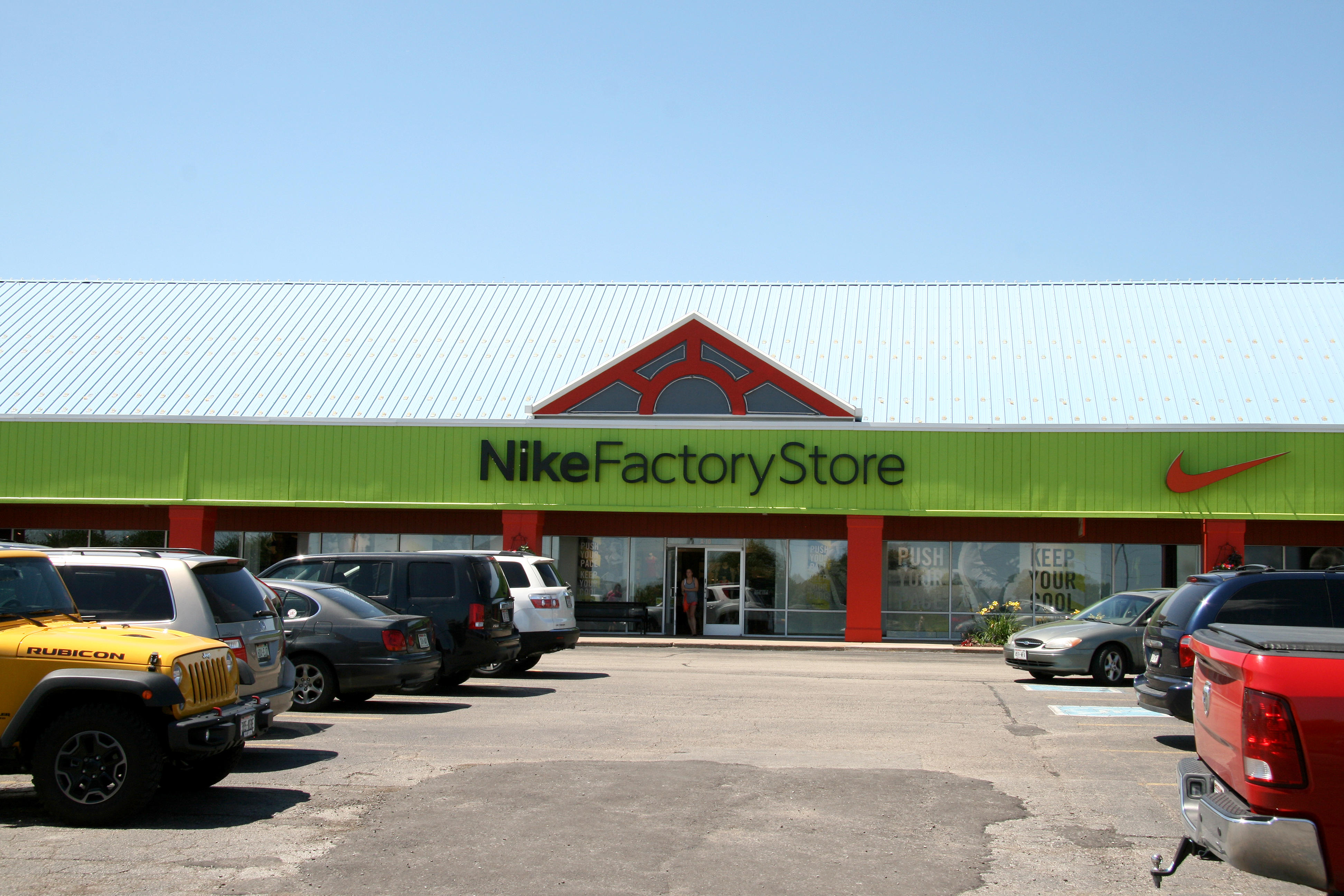
Nike Factory Store in Wisconsin

Als Fabrikverkauf, Fabriksverkauf, Werksverkauf, Outlet-Store oder Factory Outlet bezeichnet man eine Verkaufsstelle, in der Hersteller ihre eigenen Produkte direkt zu meist reduzierten Preisen an den Endabnehmer verkaufen. Es gibt darüber hinaus weitere Outlet-Konzepte.

## Direktverkauf
Die Betreiber können ihre Produkte unter dem üblichen Preisniveau vermarkten, da mindestens ein Zwischenhändler entfällt und die Transportwege oft erheblich kürzer sind, besonders wenn der Verkauf an der Produktionsstätte selbst stattfindet. Bei der angebotenen Ware handelt es sich oft um Markenartikel, teilweise auch mit Fabrikationsfehlern, um Vorsaison-/Überschussware bzw. Auslaufmodelle oder zuvor im normalen Handel nicht verkaufte Ware. Laut Recherchen des WDR wird auch minderwertige Ware gezielt für Outlet-Stores produziert.
Hersteller, die bspw. eigene Läden mit Vollpreis-Ware betreiben, verlagern ihre nicht verkaufte Ware gerne in den Fabrikverkauf, um eine Kannibalisierung zwischen alter, preisreduzierter und neuer, vollpreisiger Ware im Ladengeschäft zu vermeiden. Fabrikläden befinden sich nicht unbedingt in unmittelbarer Nähe der Fabrik. Die Durchschnittsgröße der Verkaufsstellen beträgt hundert bis dreihundert Quadratmeter.

## Factory-Outlet-Center
Schließen sich mehrere Fabrikläden zusammen und bieten ihre Waren an einer gemeinsamen Verkaufsstätte an, die von einem Betreiber verwaltet wird, so spricht man von einem Fabrikverkaufszentrum bzw. Factory-Outlet-Center (FOC). Dieses Konzept stammt ursprünglich aus den USA und schwappte ab den 1980er Jahren nach Europa und ab Anfang der 1990er Jahre auch nach Deutschland herüber. Hier kann zwischen Outlet-Geschäften – meist renommierter Marken – innerhalb eines großen, abgeschlossenen Gebäudes (im Englischen: indoor outlet mall) und im Freien, nebeneinander positionierten Ladengeschäften (outdoor outlet mall), wie bspw. dem Wertheim Village, unterschieden werden.
Europas größter Betreiber von Fabrikverkaufszentren ist die britische McArthurGlen Group (bspw. Berlin Designer Outlet) mit 21 FOCs in acht Ländern. Die spanische Neinver-Gruppe (vormals bspw. Zweibrücken The Style Outlets) ist mit 14 FOCs der zweitgrößte Outlet-Betreiber innerhalb Europas (ICSC-Ranking 2010). Im April 2012 eröffnete die Gruppe ihr jüngstes Outlet-Center im elsässischen Roppenheim. Weitere Betreiber sind die britische Value Retail mit neun sogenannten Chic Outlet Shopping FOCs (bspw. Ingolstadt Village) in sieben Ländern und die britische Freeport Leisure (bspw. Outlet Center Hatě) mit vier FOCs in vier Ländern.

## Off-Price-Wiederverkäufer
Neben den vom jeweiligen Hersteller zumeist direkt betriebenen Fabrikverkäufen gibt es noch das Konzept des von einem sogenannten Wiederverkäufer betriebenen Outlet-Stores mit preislich reduzierter Ware („off-price“) verschiedenster Marken-Hersteller innerhalb eines Ladengeschäfts. Wiederverkäufer beziehen ihre Ware zumeist vom Hersteller (bspw. Überschussware oder speziell für den Wiederverkäufer produzierte Ware), aus dem Einzelhandel (bspw. trotz Rabatten nicht verkaufte Ware) oder über andere Zwischenhändler. Die britische Tochter T.K. Maxx der amerikanischen TJX Companies betreibt in vier europäischen Ländern als sogenannter Off-Price-Filialist um die 300 T.K. Maxx Geschäfte, davon über 40 in Deutschland. Ein ähnliches Konzept im Niedrigpreissegment verfolgen sogenannte Sonderpostenmärkte, wie bspw. die Tengelmann-Gruppe ab Ende der 1980er in Deutschland mit der nicht mehr existierenden Rudis Reste Rampe.
Im Internet existiert das Prinzip des Off-Price-Wiederverkaufs seit ca. Anfang der 2000er Jahre in Form von geschlossenen Shopping-Communities, wo Neuware zu meist reduzierten Preisen und ggf. aus Restbeständen vergangener Saisons einem geschlossenen Mitgliederkreis innerhalb eines begrenzten Zeitrahmens online angeboten wird. Je nach Organisation des Angebots übermittelt der Community-Betreiber die gesammelten Bestellungen erst nach Abschluss der Verkaufsaktion an den Hersteller oder Großhändler des jeweiligen Artikels, so dass sich in der Regel eine gewisse Wartezeit für den Kunden bis zum letztendlichen Warenversand ergibt. Die 2001 gegründete französische vente-privee.com war hier Vorreiter.

## Andere Outlet-Formen
In Metzingen, dem Sitz von Hugo Boss, haben sich im Laufe der Jahre die Fabrikverkäufe verschiedener Firmen zunächst ohne zentrale Verwaltung angesiedelt, nachdem die Firma Hugo Boss in den 1970er Jahren damit begonnen hatte, so dass man dort nicht von einem einzelnen Factory-Outlet-Center, sondern eher von einer ganzen Outlet-Stadt sprechen konnte.
Da die Begriffe positiv besetzt sind, werden sie von anderen Vertriebsformen häufig missbraucht. Immer häufiger sind Läden mit der Bezeichnung „Outlet“ zu finden, hinter denen aber ebendort keine angeschlossene Fabrik steckt. Bei solchen Unternehmen (z. B. bei der Dänisches Bettenlager GmbH & Co. KG) spricht man auch von einer Fabrikverkaufsstrategie.

## Urteile
Der Bundesgerichtshof hat mit Urteil vom 24. September 2013 festgestellt, dass die Bezeichnungen „Outlet“ und „Factory Outlet“ im Sinne eines Fabrikverkaufs zu verstehen sind und dass dort aus der Produktion des Anbieters stammende Waren erwartet werden können, die unter Ausschaltung des Groß- und Zwischenhandels besonders preiswert angeboten werden. Laut Recherchen des WDR vom November 2016 wird diese Erwartungshaltung des Kunden oftmals nicht erfüllt, da zum Teil minderwertige Ware speziell für den Fabrikverkauf produziert wird.
In den letzten Jahren ist ein Trend dahin zu verzeichnen, dass der Begriff Outlet gerne in Zusammenhang mit Geschäften genannt wird, die nicht mehr vom Hersteller selbst, sondern von Dritten betrieben werden. Um den Käufern die Beurteilung zu erleichtern, ob ein Outlet direkt vom Hersteller betrieben wird, wurde eine unabhängige Auszeichnung eingeführt.